# Toone (Tennessee)
Pour les articles homonymes, voir Toone.
Toone est une municipalité américaine située dans le comté de Hardeman au Tennessee.
Selon le recensement de 2010, Toone compte 364 habitants. La municipalité s'étend sur 1,05 mille carré (2,72 km2).
Autrefois habitée par les Chicachas, la localité voit arriver ses premiers colons européens au milieu du XVIIIe siècle. Elle se développe particulièrement à partir de 1856, avec l'arrivée de l'Illinois Central Railroad. Elle est nommée en l'honneur de James Toone, qui y possédait un commerce et a participé à la construction du chemin de fer.